# Capulica
Capulica is een geslacht van rechtvleugeligen uit de familie veldsprinkhanen (Acrididae). De wetenschappelijke naam van dit geslacht is voor het eerst geldig gepubliceerd in 1917 door Bolívar.

## Soorten
Het geslacht Capulica omvat de volgende soorten:
- Capulica alata Uvarov, 1929
- Capulica pulla Bolívar, 1917